# Giovanni Visconti (arcybiskup)
Giovanni Visconti (ur. 1290 w Mediolanie, zm. 5 października 1354 tamże) – włoski duchowny katolicki, syn księcia Mediolanu Matteo I Visconti.
Został przeznaczony do stanu duchownego, prowadził jednak świecki tryb życia (miał dwójkę nieślubnych dzieci: Leonardo i Margheritę). W 1317 został wybrany przez kapitułę na arcybiskupa Mediolanu, jednak papież Jan XXII odmówił zatwierdzenia nominacji i mianował na jego miejsce Aircardus Antimiani. Mimo to Visconti utrzymał się w archidiecezji, co ściągnęło na niego ekskomunikę (1323). W 1328 poparł wybór antypapieża Mikołaja V, który w styczniu następnego roku mianował go kardynałem-diakonem Sant'Eustachio. Zaledwie kilka miesięcy później podporządkował się Janowi XXII, który jednak odmówił zatwierdzenia jego godności kardynalskiej. W 1331 został wybrany i konsekrowany na biskupa diecezji Novara. Po śmierci Antimaniego ponownie wybrano go na arcybiskupa Mediolanu, tym razem jednak Stolica Apostolska ratyfikowała jego nominację. Od 1339 był seniorem księstwa mediolańskiego (do 1349 razem z bratem Luchino Visconti). W 1350 objął także władzę w należącej formalnie do papieża Bolonii (dwa lata później w drodze porozumienia ze Stolicą Apostolską objął funkcję legata papieskiego w tym mieście), a w 1352/53 został seniorem Genui i Novary. Zmarł w rodzinnym Mediolanie w wieku 64 lat.